# Flemming Weis
Flemming Weis (* 15. April 1898 in Kopenhagen; † 30. September 1981 ebenda) war ein dänischer Komponist.
Weis studierte in Kopenhagen und Leipzig und wirkte ab 1923 in seiner Heimatstadt als Komponist, Lehrer, Organist und Musikkritiker. Er komponierte zwei Sinfonien, zwei Ouvertüren, ein Concerto für Streichorchester, kammermusikalische Werke, Klavier- und Orgelstücke, Chorwerke und Lieder.

## Quelle
- Alfred Baumgärtner: Propyläen Welt der Musik. Die Komponisten. Band 5, 1989, ISBN 3549078358, S. 518

| Personendaten    | Personendaten       |
| ---------------- | ------------------- |
| NAME             | Weis, Flemming      |
| KURZBESCHREIBUNG | dänischer Komponist |
| GEBURTSDATUM     | 15. April 1898      |
| GEBURTSORT       | Kopenhagen          |
| STERBEDATUM      | 30. September 1981  |
| STERBEORT        | Kopenhagen          |